# Кики (черепаха)
Кики́ (фр. Kiki) — самец гигантской черепахи, одно из старейших животных на планете, скончавшийся в зоопарке Парижского Сада растений (Ménagerie du Jardin des plantes) 30 ноября 2009 года в возрасте 146 лет.
Кики был привезён в 1923 году маврикийским натуралистом в качестве дара Франции, будучи уже взрослой особью.
На момент смерти Кики весил 250 кг и до самой смерти проявлял большое рвение в ухаживании за самками, чем заслужил любовь и уважение французов. Причиной гибели животного стала кишечная инфекция.